# 凯尔斯特巴赫
凯尔斯特巴赫（發音：[ˈkɛlstɐˌbax] ⓘ）是德国黑森州达姆施塔特行政区大盖劳县的城市，面积15.41平方千米，2023年12月31日人口为17,365人。

## 友好城市
- 法國 安茹地区博热